# Jean-Paul Rabaut Saint-Étienne
Jean-Paul Rabaut Saint-Étienne řečený Rabaut-Saint-Étienne (14. listopadu 1743 v Nîmes – 5. prosince 1793 v Paříži) byl francouzský protestantský pastor, zástupce třetího stavu v generálních stavech v roce 1789 a poté poslanec za departement Aube v Národním konventu.

## Životopis
Byl synem Paula Rabauta, protestantského pastora v Bas-Languedoc, a Madeleine Gaidan. Po studiu práv a teologie na francouzském semináři v Lausanne byl jmenován právníkem a 11. listopadu 1764 vysvěcen na pastora. Stal se pomocným pastorem svého otce v Nîmes.
Rabaut Saint-Étienne usiloval o získání zákonných práv pro francouzské protestanty a za tímto účelem se setkal v Paříži s markýzem de La Fayette a ministrem Ludvíka XVI. Malesherbesem, který podporoval legislativní vývoj ve prospěch protestantů. V roce 1786 napsal Rabaut Saint-Étienne spis na podporu tohoto tvrzení. Jeho snažení bylo korunováno úspěchem a král dne 7. listopadu 1787 ve Versailles vydal toleranční edikt. Tento edikt umožňoval protestantům obnovit občanský stav, aniž by museli konvertovat ke katolicismu.
Od roku 1788 Rabaut Saint-Étienne již nepůsobil jako pastor. Byl zvolen zástupcem třetího stavu za šenešalství Nîmes a Beaucaire do generálních stavů roku 1789. Složil přísahu v míčovně a byl jmenován komisařem konference. V srpnu 1789 požadoval stejná práva pro protestanty a Židy.
Od 15. do 28. března 1790 byl zvolen předsedou Ústavodárného shromáždění, kde se podílel na vypracování ústavy z roku 1791. Navrhl několik dekretů týkajících se organizace Národní gardy a Národního četnictva. Protože Ústavodárné shromáždění rozhodlo, že žádný z jeho členů nemůže působit v Zákonodárném shromáždění, věnoval se psaní a napsal Précis de l'histoire de la Révolution.
Dne 6. září 1792 byl zvolen poslancem za departement Aube na Národního konventu. Patřil mezi girondisty a stal se členem zemědělského výboru. V Konventu odsoudil porušování zákona Pařížskou komunou a navrhl prohlásit krále Ludvíka XVI. vinným a přenést rozhodování o trestu na lid. Během procesu s králem hlasoval pro vinu a pro potvrzení rozsudku k lidu.
Rabaut Saint-Étienne byl předsedou Konventu od 24. ledna do 7. února 1793. Dne 15. března 1793 byl zvolen členem Komise šesti odpovědné za dohled nad mimořádným tribunálem. Rozhodl se pro obžalobu Marata a 21. května byl jmenován do mimořádné komise dvanácti, ustanovené pro vyšetřování úkladů a spiknutí ohrožujících národní reprezentaci a 28. května vypracoval zprávu odůvodňující zatčení radikálního poslance Héberta.
Sám byl zatčen 2. června spolu s girondisty. Uprchl a našel útočiště u svého kolegy katolíka Peyssaca. Když byl vypátrán, byl spolu se svým bratrem opět zatčen a 15. frimaire roku II (5. prosince 1793) gilotinován.